# مقاطعة بلفن
مقاطعة بلفن (بالبلغارية: Област Плевен)‏ هي أوبلاست (مُقاطعة) بلغارية تقع شمال بلغاريا. يحدها من الشمال نهر الدانوب ورومانيا، ومن الغرب مقاطعة فراتسا، ومن الشرق مقاطعة وليكو تارنوو، ومن الجنوب مقاطعة لووتش. تحتوي المقاطعة على 11 بلدية. تبلغ مساحة المقاطعة 4,333.54 كم²، وعدد سكانها 269,752 نسمة. من أهم مُدنها بلفن وهي عاصمة المقاطعة.

## الموقع
موقع المقاطعة بين مقاطعات بلغاريا: